# Alegeri locale în județul Alba, 2020
În județul Alba, alegerile locale din 2020 s-au desfășurat la 27 septembrie. La acest scrutin, se vor alege primarii, consilierii locali și județeni, iar în cele din urmă se vor alege președintele Consiliului Județean.

## Rezultate
| candidat        | partid   | nr. voturi | %      |                    | Partid | nr. voturi | %  | mandate |
| --------------- | -------- | ---------- | ------ | ------------------ | ------ | ---------- | -- | ------- |
| Gabriel Pleșa   | USR-PLUS |            | 36,81% | USR-PLUS           |        | 26,24%     | 8  |         |
| Paul Voicu      | PNL      |            | 33,73% | PNL                |        | 33,68%     | 9  |         |
| Alin Stanciu    | PSD      |            | 9,21%  | PSD                |        | 11,92%     | 3  |         |
| Gheorghe Beleiu | Pro Ro   |            | 3,25%  | Florea Paul Victor |        | 5,36%      | 1  |         |
| Marius Hategan  | PMP      |            | 2,01%  |                    |        |            | 21 |         |
| Hani Sasu       | PV       |            | 1,44%  |                    |        |            | 21 |         |
| Ilie Sbuciumala | PPU-SL   |            | 0,55%  |                    |        |            | 21 |         |

| partid   | nr. voturi | % |          | partid | nr. voturi | % | mandate |
| -------- | ---------- | - | -------- | ------ | ---------- | - | ------- |
| PNL      |            |   | PNL      |        |            |   |         |
| USR-PLUS |            |   | USR-PLUS |        |            |   |         |
| PSD      |            |   | PSD      |        |            |   |         |
| Pro Ro   |            |   |          | Pro Ro |            |   |         |
| PMP      |            |   |          | PMP    |            |   |         |
| PPU-SL   |            |   |          | PPU-SL |            |   |         |
| ALDE     |            |   |          | ALDE   |            |   |         |
| PV       |            |   |          | PV     |            |   |         |
| ANA      |            |   |          | ANA    |            |   |         |
| AUR      |            |   |          | AUR    |            |   |         |

| PARTID   | V% |  | V% | MANDATE |
| -------- | -- |  | -- | ------- |
| USR-PLUS |    |  |    |         |
| PNL      |    |  |    |         |
| PSD      |    |  |    |         |
| Pro Ro   |    |  |    |         |
| PMP      |    |  |    |         |
| AUR      |    |  |    |         |
| ALDE     |    |  |    |         |

| partid   | v% |  | v% | mandate |
| -------- | -- |  | -- | ------- |
| USR-PLUS |    |  |    |         |
| PNL      |    |  |    |         |
| PSD      |    |  |    |         |
| Pro Ro   |    |  |    |         |
| Pverde   |    |  |    |         |
| ALDE     |    |  |    |         |
| PMP      |    |  |    |         |
| FIN      |    |  |    |         |

| Comuna           | USR-PLUS | USR-PLUS | PNL | PNL     | PSD | PSD     | altii | altii   | TOTAL |        | primar inainte | primar ales |
| ---------------- | -------- | -------- | --- | ------- | --- | ------- | ----- | ------- | ----- | ------ | -------------- | ----------- |
| Comuna           | %        | mandate  | %   | mandate | %   | mandate | %     | mandate | TOTAL |        |                |             |
| Albac            |          |          |     |         |     |         |       |         | 11    | PNL    |                |             |
| Almașu Mare      |          |          |     |         |     |         |       |         | 9     | PNL    |                |             |
| Arieseni         |          |          |     |         |     |         |       |         | 11    | PNL    |                |             |
| Avram Iancu      |          |          |     |         |     |         |       |         | 11    | PNL    |                |             |
| Berghin          |          |          |     |         |     |         |       |         | 11    | PNL    |                |             |
| Bistra           |          |          |     |         |     |         |       |         | 13    | PNL    |                |             |
| Blandiana        |          |          |     |         |     |         |       |         | 9     | PNL    |                |             |
| Bucium           |          |          |     |         |     |         |       |         | 11    | PSD    |                |             |
| Câlnic           |          |          |     |         |     |         |       |         | 11    | PNL    |                |             |
| Cenade           |          |          |     |         |     |         |       |         | 9     | PNL    |                |             |
| Cergau           |          |          |     |         |     |         |       |         | 11    | PNL    |                |             |
| Cetatea de Baltă |          |          |     |         |     |         |       |         | 13    | PNL    |                |             |
| Ciugud           |          |          |     |         |     |         |       |         | 11    | indep. |                |             |
| Cut              |          |          |     |         |     |         |       |         | 9     | PNL    |                |             |
| Donstat          |          |          |     |         |     |         |       |         | 9     | PNL    |                |             |
| Fărău            |          |          |     |         |     |         |       |         | 11    |        |                |             |
| Galda de jos     |          |          |     |         |     |         |       |         | 13    | PNL    |                |             |
| Horea            |          |          |     |         |     |         |       |         | 11    | PNL    |                |             |
| Ighiu            |          |          |     |         |     |         |       |         | 15    | PNL    |                |             |
| Jidvei           |          |          |     |         |     |         |       |         | 15    | PNL    |                |             |
| Lunca Mureșului  |          |          |     |         |     |         |       |         | 11    | UDMR   |                |             |
| Lupșa            |          |          |     |         |     |         |       |         | 13    | PSD    |                |             |
| Mihalt           |          |          |     |         |     |         |       |         | 13    | PNL    |                |             |
| Rimetea          |          |          |     |         |     |         |       |         | 9     | UDMR   |                |             |
| Roșia Montană    |          |          |     |         |     |         |       |         | 11    | PNL    |                |             |
| Săliștea         |          |          |     |         |     |         |       |         | 11    | PNL    |                |             |
| Sălciua          |          |          |     |         |     |         |       |         | 11    | PNL    |                |             |
| Unirea           |          |          |     |         |     |         |       |         | 15    | PNL    |                |             |
| Vidra            |          |          |     |         |     |         |       |         | 11    | PNL    |                |             |
| Zlatna           |          |          |     |         |     |         |       |         |       |        |                |             |